# Cantone di Bréhal
Il Cantone di Bréhal è una divisione amministrativa dell'arrondissement di Avranches e dell'arrondissement di Coutances.
A seguito della riforma approvata con decreto del 25 febbraio 2014, che ha avuto attuazione dopo le elezioni dipartimentali del 2015, è passato da 14 a 30 comuni.

## Composizione
I 14 comuni facenti parte prima della riforma del 2014 erano:
- Anctoville-sur-Boscq
- Bréhal
- Bréville-sur-Mer
- Bricqueville-sur-Mer
- Cérences
- Chanteloup
- Coudeville-sur-Mer
- Hudimesnil
- Longueville
- Le Loreur
- Le Mesnil-Aubert
- La Meurdraquière
- Muneville-sur-Mer
- Saint-Sauveur-la-Pommeraye

Dal 2015 i comuni appartenenti al cantone sono i seguenti 30:
- Anctoville-sur-Boscq
- Beauchamps
- Bréhal
- Bréville-sur-Mer
- Bricqueville-sur-Mer
- Cérences
- Les Chambres
- Champcervon
- Chanteloup
- Coudeville-sur-Mer
- Équilly
- Folligny
- La Haye-Pesnel
- Hocquigny
- Hudimesnil
- Longueville
- Le Loreur
- La Lucerne-d'Outremer
- Le Luot
- Le Mesnil-Aubert
- La Meurdraquière
- La Mouche
- Muneville-sur-Mer
- La Rochelle-Normande
- Saint-Aubin-des-Préaux
- Saint-Jean-des-Champs
- Saint-Planchers
- Saint-Sauveur-la-Pommeraye
- Sainte-Pience
- Subligny